# Let the Music Play (singolo Barry White)
Let the Music Play è una canzone scritta, prodotta e registrata da Barry White nel 1975, pubblicata come primo singolo estratto dall'album Let the Music Play.
Pur essendo universalmente riconosciuta come uno dei brani più celebri di White, Let the Music Play non ebbe risultati clamorosi a livello di classifica, fermandosi alla trentaduesima posizione della Billboard Hot 100 ed alla quarta della R&B Chart. Il singolo riuscì anche ad entrare nella top ten britannica.
Nel 2000 fu pubblicato dalla Island Records un remix del brano intitolato Let The Music Play - Funkstar Club Deluxe

## Tracce

### Let the Music Play
7 Single
1. Let The Music Play - 3:32
2. Let The Music Play (Instrumental) - 4:15

### Let the Music Play - Funkstar Club Deluxe
7 Maxi
1. Let The Music Play (Funkstar's Club Deluxe) (Edit) - 3:03
2. Let The Music Play (Funkstar's Club Deluxe) (Mix) - 5:51
3. Let The Music Play (Meedom & Trust Beach Mix) - 8:20
4. Let The Music Play (Original Version) - 3:30

## Classifiche

### 1975
| Classifica (1975)      | Posizione più alta |
| ---------------------- | ------------------ |
| U.S. Billboard Hot 100 | 32                 |
| U.S. R&B Chart         | 4                  |
| Regno Unito            | 9                  |
| Paesi Bassi            | 23                 |

### 2000
| Classifica (2000) | Posizione più alta |
| ----------------- | ------------------ |
| Svizzera          | 92                 |
| Francia           | 39                 |
| Paesi Bassi       | 91                 |
| Belgio (Wallonia) | 24                 |
| Belgio (Flanders) | 30                 |
| Regno Unito       | 45                 |